# Кортіна-сулла-Страда-дель-Віно
Кортіна-сулла-Страда-дель-Віно (італ. Cortina sulla Strada del Vino) — муніципалітет в Італії, у регіоні Трентіно-Альто-Адідже,  провінція Больцано.
Кортіна-сулла-Страда-дель-Віно розташована на відстані близько 500 км на північ від Рима, 24 км на північ від Тренто, 28 км на південь від Больцано.
Населення — 643 особи (2014).

## Демографія
Населення за роками:

Станом на 1 січня 2023 року в муніципалітеті офіційно проживало 55 іноземців з 19 країн, серед них 25 громадян країн Євросоюзу та 1 громадянин України.

## Сусідні муніципалітети
- Енья
- Магре-сулла-Страда-дель-Віно
- Салорно